# Règles de l'orthographe néerlandaise
Pour un article plus général, voir Orthographe du néerlandais.
Les règles de l’orthographe néerlandaise sont au nombre de cinq : trois principes (conformité à la prononciation standard, unicité de forme, étymologie) et deux règles qui concernent spécifiquement le redoublement ou non des voyelles et dans certains cas des consonnes. Bien que les trois principes soient cités en premier par les manuels de néerlandais, à commencer par le Livret vert qui reprend les directives légales en la matière, le redoublement des voyelles est essentiel à comprendre au préalable pour des non-néerlandophones. L’article revient ensuite sur les nombreuses exceptions aux règles générales. Pour les variantes orthographiques préconisées par le Livret blanc, voir l'article plus général sur l'orthographe du néerlandais. 

## Redoublement des voyelles
L’alphabet ne suffirait pas à répercuter par écrit la prononciation des voyelles en néerlandais, n’eût été l’astuce qui consiste à redoubler les voyelles pour marquer la différence – fondamentale – entre voyelles ouvertes (dite aussi longues, ou pures) et voyelles fermées (dites aussi courtes, ou impures). La confusion entre ces deux types de sons peut avoir de lourdes conséquences en interchangeant par exemple des mots comme [vɪs] (i fermé), qui s’écrit « vis » (poisson) et [vis] (i ouvert), qui s’écrit « vies » (sale). Le tableau de voyelles fait ainsi apparaître 8 voyelles ouvertes /a/, /ə/, /i/, /o/, /y/, /e:/, /u/, /ø/ (correspondant au a e i o u français, plus les sons é, ou et eu), 5 voyelles fermées /ɑ/, /ɛ/, /ɪ/, /ɔ/, /ʏ/ et trois diphtongues /ɛj/, /ɑʊ/, /œy/ (en français le ei de veille, le ao de Mao, le eui de deuil),.
L’orthographe correspondante repose sur la distinction entre syllabes ouvertes, c'est-à-dire celles qui finissent par une voyelle, et syllabes fermées, qui finissent par une consonne. Exemple de syllabes ouvertes, les premières syllabes des mots vader (composé de 2 syllabes : va-der, père) ou bomen (bo-men, arbres). Exemple de syllabes fermées, les mots pot (pot), bos (forêt), bed (lit)…
Par principe, la voyelle d’une syllabe ouverte se prononce ouverte. Si on veut obtenir un son fermé, on redouble la consonne qui suit afin d’obtenir une syllabe fermée. Donc pot au singulier se prononce fermé [pɔt] (o fermé), mais son pluriel, qui se prononce de la même manière, appelle un redoublement de la voyelle pour éviter une mauvaise prononciation, on écrit donc potten et surtout pas poten qui serait le pluriel de poot ([pot] (o ouvert), la patte).
De même, la voyelle d’une syllabe fermée se prononce fermée. Si on veut obtenir un son ouvert, il faut alors redoubler la voyelle ou lui ajouter un e dans le cas du i : les voyelles ouvertes s’écrivent alors aa, ee, ie, oo, uu. Donc bos (forêt) se prononce fermé [bɔs], mais boom (arbre) se prononce ouvert [bom], ainsi que son pluriel bomen (principe d'unicité), mais comme la syllabe est déjà « naturellement » ouverte, il n'y a pas besoin de redoubler la voyelle.

## Principes de base

### Conformité à la prononciation standard
En néerlandais, l’écriture d’un mot reflète la prononciation standard, censée être indépendante de toute attache régionale. Toutefois, ce concept n’est pas précisément défini et il peut arriver, dans des cas heureusement très rares, que la prononciation régionale influence l’orthographe, auquel cas les deux variantes sont considérées comme standard. Malgré sa simplicité apparente, ce principe se trouve en fréquente contradiction avec les principes suivants et souffre donc de nombreuses exceptions. 

### Unicité de forme
Selon ce principe, le même mot, racine, préfixe ou suffixe, est écrit de manière invariante, même si c’est au détriment de la stricte phonétique. Ainsi, dans le mot goed (bien), on entend un /t/, mais on écrit un /d/ parce que c’est un son commun avec les mots goede, goedig, etc.  Dans le mot soepbord (assiette à soupe), on n'entend pas de /p/, mais on l'écrit parce que c’est un son commun avec les mots soep (soupe), soepkom (bol de soupe), etc. Le mot actie (action), prononcé comme en français avec un son /s/, continue à s’écrire avec t à cause de sa communauté avec les mots actief (actif), etc. 
Les mots qui sont formés de manière similaire sont écrits de manière similaire (principe de similarité). Dans  stationsstraat (rue de la gare), on entend un seul son /s/, mais on écrit deux s parce qu'on entend un /s/ dans stationsweg (chemin de la gare). De même, le mot grootte (grandeur) se prononce à l'identique de grote (grande), mais parce qu'il est formé de la même manière que les mots dikte et hoogte (épaisseur et la hauteur) : "dik+te" et "hoog+te", d'où "groot+te".
Il existe de nombreuses exceptions au principe d'uniformité. Par exemple, le mot "paard (cheval) s’écrit bien avec un /d/ à la fin à cause de son pluriel paarden conformément au principe d'unicité de forme, mais cette règle ne s'applique pas pour les pluriels de "huis (maison), qui donne huizen ou de werf (cour, chantier), qui donne werven. La conjugaison du verbe lopen (marcher) qui donne à la 3e personne du singulier de l’indicatif présent loop+t, l'orthographe du même temps pour le verbe eten (manger) devrait donc être eet+t, mais ce n'est pas le cas, on écrit plus simplement eet.

### Étymologie
L'orthographe d'un mot tient compte de l'évolution historique.
Dans hij (il) et zei (dire à la 3e personne du singulier du parfait), on entend le même son /ei/. La différence d'orthographe remonte à une différence de prononciation antérieure. Un /ij/ ressemblait autrefois à un /i/ comme on peut toujours l'entendre dans la forme inversée zei-d-ie (dit-il) et dans certains dialectes, tandis qu’un /ei/ était plus proche d’un /é/ ou un /è/. Cette origine historique a été conservée dans l'orthographe actuelle. Selon le principe de l'étymologie, on écrit aussi le phonème /ˈrɑu/ de deux manières différentes en raison de prononciations autrefois différenciées même si elles ne le sont plus aujourd’hui dans rouwadvertentie (faire-part de deuil) et rauwkost (crudités). L'application de ce principe entraîne de nombreux écarts par rapport aux deux principes précédents, par exemple le /b/ dans ambt (office), le /h/ dans thans (à présent), le /w/ dans erwt (pois) et l'orthographe isch du suffixe d’innombrables adjectifs, toujours prononcé /s/ (exemple : medisch (médical), etc.).

## Application des principes et des règles

### Limites du principe de conformité à la prononciation standard
Le principe de conformité à la prononciation standard ne tient pas compte de l'influence des sons environnants. Ce genre de petites différences ne transparaît pas dans l'orthographe. Quelques exemples : 
- Une voyelle ouverte placée devant un /r/ devient légèrement plus longue et obtient généralement une "couleur" différente sensible dans le rapprochement de couples de mots : raak-kaar, reek-keer, rook-koor, ruud-duur, reuk-keur, roek-koer.
- Il y a également une petite différence entre le /o/ légèrement plus fermé dans le mot dom (stupide) et le mot wol (laine) et le /o/ légèrement plus ouvert dans toch et lok.
- Il y a une différence entre le /k/ de kaal "chauve", le /k/ de kiel "quille" et le /k/ de koel "frais". Il y a aussi une différence entre le /ch/ de waag (balance) et le /ch/ de wieg (berceau), entre le premier /n/ in aandoen et le premier /n/ in aanjagen, etc.

Le principe de base de la prononciation standard ne tient pas non plus compte de ce qu'on appelle l'affaiblissement des voyelles dans le discours courant (qui se produit surtout dans le néerlandais du nord). Cela signifie qu'une voyelle non accentuée "se relâche" en un /e/ quasi-muet (sjwa), voire disparaît complètement. Par exemple : apparaat dispositif est plus ou moins prononcé comme [ɑpərat], regie direction où le son /ee/ ([reˈxi]) devient [rəˈxi]), etc.)
Le son /e/ peut donc s'écrire aujourd'hui de multiples manières : a : cabaret ; i : bezig (occupé) [bezəx] ; o : avond (soirée) : [ˈavənt] ; u : Dokkum (nom de lieu) : [ˈdɔkəm] ; aa : haar (elle) : [ər] parfois noté « 'r » ; een (un) : [ə:n], parfois noté 'n ; oe : kangoeroe (kangourou) : [kɑŋgəru] ; ij : lelijk (laid) : [ˈleːlək].

### Exceptions au principe d'uniformité
Il existe un certain nombre d'exceptions au principe d'uniformité. Les plus importantes sont les suivantes.
- Les caractères v et z qui doivent être écrits à la fin d'une syllabe sur la base de l'uniformité sont remplacés par f et s : leeftijd (âge), malgré la communauté avec leven (vie), verhuisde déménageait (malgré la communauté avec l'infinitif verhuizen).
- Les sons /t/ et /s/ ne sont pas toujours écrits comme d et z à cause de la prononciation, par exemple beeltenis (ressemblance) malgré beelden (les images), wijselijk (sagement) malgré wijzen (montrer, désigner).
- Une consonne à la fin d'un mot n'est pas doublée ; donc on écrit Fries (frison) et non Friess.
- Pour les mots finissant par -s, le suffixe -se ou -ste perd son s, d’où : Goese (de Goes), Parisijse (parisien), wijste (le plus sage), friste (le plus frais) mais bien fietsster (cycliste, féminin de fietser) car le suffixe est -ster et non -se ou -ste.

Dans quelques cas, il existe différentes formes "rij(d)dier (monture, animal qu’on monte). La solution la plus simple est alors retenue, donc dans ces exemples, par analogie avec leiband (laisse) et rijbroek (culotte de cheval), on écrit ces mots avec un seul d. 

### L'orthographe étymologiquement déterminée des diphtongues
Le principe de base de la prononciation standard est ici contraint par le principe de l'étymologie. Cela concerne principalement l'orthographe des diphtongues /ei/ et /ou/, et l'orthographe des mots d'origine étrangère.
La diphtongue /ei/ s'écrit soit ei, soit ij. L’orthographe ei correspond aux cas suivants :
1. si la diphtongue provient à l’origine du son /ai/, comme dans klein (petit) (dans certains dialectes on entend alors /ee/, kleen) ;
2. si la diphtongue provient d'une voyelle plus /ch/ : zeide (de zeggen, dire), meid (de maagd, vierge) ;
3. si la diphtongue provient d'un /e/ suivi de /nd/ ou /nz/ : einde (fin), peinzen (réfléchir) ;
4. dans les suffixes -heid et -teit ; waarheid (vérité), stommiteit (stupidité) ;
5. mots dérivés du français, contenant ai, ei, é ou é : feit, balein, pastei, vallei.

La diphtongue /ei/ s'écrit ij notamment dans les cas suivants :
1. si la diphtongue provient de la voyelle libre /ie/ : bijten (mordre), pijn (douleur), ijselijk (sinistre, effroyable) (dans certains dialectes on entend alors /ie/ : pien pour  pijn , etc ;)
2. dans les suffixes -erij, -ij en -lijk : wasserij, kledij, waarlijk .

La diphtongue /ou/ s'écrit ou dans tous les mots qui contiennent le groupe sonore /out/. Dans certains dialectes, on entend alors /ol(t)/ : hout, koud, goud (bois, froid, or), etc. Le /ou/ à la fin d'un mot s'écrit ouw (mouw, rouw manche, deuil), sauf lorsqu'il provient de /oude/ comme dans kou en hou (froid et bois), ou dans nou. 
La diphtongue /ou/ s'écrit au dans les mots où l'on prononçait à l'origine la voyelle ouverte /aa/ plus un /u/ ou /w/ : blauw (bleu), gauw (bientôt).

### Règles de doublement et d'unification

#### Voyelles fermées (courtes)
La règle du doublement derrière les voyelles courtes s’applique aux consonnes b, c, d, f, g, k, l, m, n, p, r, s et t (exemples : dubben (doubler), accolade, wadden (hauts-fonds), boffen (avoir de la chance), zeggen (dire), blokken (blocs), rillen (grelotter), kammen (peigner), kannen (cruches), kirren (roucouler), lessen (leçons), wetten (parier).
La consonne écrite en deux lettres ch n’est donc pas redoublée. Du coup, dans les mots suivants, le ch suit une voyelle fermée : kachel (poêle), richel (rebord), bochel (bosse) ou kuchen (toussoter), et le doublement de la voyelle est nécessaire pour obenir un son ouvert : goochem (malin), loochenen (nier, désavouer).
Après -eo, -io, -jo et -yo, le n n'est pas doublé : accordeonist (accordéoniste), pensioneren (mettre à la retraite), miljonair (millionnaire), mayonaise (mayonnaise), sauf si après le n il y a un /e/ muet. On écrit donc spionnen (espions, pluriel de spion) mais spioneren (espionner) et spionage (espionnage). Voir également stationnetje (petite gare) et stationeren (stationner).
La règle du redoublement de la consonne derrière les voyelles fermées ne s'applique pas devant les voyelles non accentuées en /e/ en -el, -ik, -es ou -et : engelen (anges), leeuweriken (alouettes), dreumesen (bambins), lemmeten (lames d’épée). Il existe toutefois des exceptions : secretarissen (secrétaires), vonnissen (verdicts). 
Les noms de lieux se terminant par -em ou -um sont ré-accentués sur la troisième syllabe s’ils en ont une, elle devient donc sonore. C'est pourquoi le m est doublé dans le mot Hilversummer (habitant d’Hilversum) et non dans Bussumer (habitant de Bussum).

#### Voyelles ouvertes (longues)
La règle selon laquelle les voyelles ouvertes prennent une double voyelle si elles sont placées dans une syllabe fermée connaît une exception : le w derrière le son /uu/ pour un w. Exemple : sluw (rusé).
Une syllabe se terminant par une voyelle ouverte /aa/, /ee/, /oo/ ou /uu/ avant le suffixe diminutif -tje, est considérée comme fermée. C'est pourquoi on redouble la voyelle dans les mots suivants : mamaatje (petite maman), abonneetje (petit abonné), fotootje (petite photo), parapluutje (petit parapluie). Lorsqu'il y a un trait d'union, la syllabe est de nouveau considérée comme ouverte : mama-tje, etc.).
La syllabe placée devant les suffixes -aard et -achtig est considérée comme fermée. C'est pourquoi on redouble la voyelle dans ces mots : wreedaard (cruel) ce qui diffère de wrede (cruauté), geelachtig (jaunâtre), ce qui diffère de gelig (jaunâtre aussi).
La voyelle ouverte /ee/ est représentée dans une syllabe ouverte avec un seul caractère (teken, caractère, geven donner) mais à la fin d'un mot avec un double. On peut ainsi faire la distinction entre me (moi) et mee (avec), ze (elle) et zee (mer), we (nous) et wee (malheur). Cette règle s'applique également aux mots se terminant par -ee intégrés dans des mots composés et leurs dérivés : feeëriek (féérique), gedweeste (soumission), leewater (hydrops), meedoen (participer), overzeese (d’outre-mer, adjectif) , sleetje (petite luge). L’adjectif Goereese (de Gorée) a 2 e à cause de l’orthographe de Goeree, mais Canadese (canadien) n’en a qu’un parce que le mot racine ne se termine pas par -ee. Dans les mots étrangers comme farizeeër (Pharisien) et Pyreneeën  (Pyrénées), "-ee" est considéré comme faisant partie de la racine du mot.

#### Cas de la voyelle longue /ie/
La voyelle ouverte /ie/ s'écrit en syllabe fermée comme suit : fiets  (vélo), friet  (frites), ce qui est conforme à la règle, mais, selon le principe de l'étymologie, les mots d’origine étrangère comme emir  et fakir  font exception, de même que le suffixe -isch.
Conformément à la règle, la voyelle ouverte /ie/ s'écrit en syllabe ouverte dans les mots die (ça), theorie, neurie (1re personne du singulier du présent de l’indicatif du verbe neuriën, chantonner), visie (vision), mais selon le principe de l'étymologie, les mots d'origine étrangère suivants font exception : taxi, ski, macaroni de même que les noms de mois latins (januari, februari, juni, juli). Cette règle s'applique également aux mots sur /ie/ dans les mots composés avec un mot néerlandais en suffixe et leurs dérivés : ceremoniemeester (maître de cérémonie), komediespel (pièce de théâtre comique), markiezin (marquise)...
Dans une syllabe ouverte non finale, la graphie « ie » doit se lire en voyelle ouverte /ie/ si la syllabe est accentuée et comme i fermé si elle ne l’est pas : active-activeren, markizaat, miauw, muzikaal, theorieën, maniën, meniën, neurieën. Les exceptions dues à l'étymologie sont les mots étrangers avec un /ie/ accentué comme liter et divan, et le /ie/ qui précède le suffixe -isch, par exemple perspectivisch.
La voyelle ouverte /ie/ a encore d’autres orthographes, par exemple l'ij dans bijzonder (particulier).

## Orthographe des verbes réguliers au passé

### Difficulté
Les verbes réguliers néerlandais forment l'O.V.T. (Onvoltooid Verleden Tijd, qui correspond en français à l'indicatif imparfait) en ajoutant au radical du verbe la désinence -te au singulier et -ten au pluriel, sauf un certain nombre de verbes prennent -de et -den. Il en va de même pour la formation du participe passé qui prend systématiquement le préfixe ge- et la désinence -t, sauf ces mêmes verbes qui prennent un -d.
Les verbes concernés par cette variante orthographique sont ceux dont le radical se termine par l’une des six consonnes f, k, p, s, t et ch, qu’on appelle des consonnes sourdes (les autres étant dites sonores car leur prononciation solliciterait les cordes vocales au contraire des consonnes sourdes). 
- Exemple 1 : werken (travailler) : ik werk (je travaille), ik werkte (je travaillais), ik heb gewerkt (j'ai travaillé)
- Exemple 2 : spelen (jouer) : ik speel (je joue), ik speelde (je jouais),ik heb gespeeld (j’ai joué)

Cas difficiles : ce ne sont pas des exceptions à proprement parler mais les verbes leven en suizen font leefde - geleefd et suisde – gesuisd, ce qui peut surprendre car f et s sont des consonnes sourdes, mais si on regarde le radical de ces verbes à l’infinif, on constate qu’il s’agit de v et z, qui sont bien des consonnes sonores. 

### Moyen mnémotechnique
Afin de mémoriser dans quels cas la désinence en -d s’applique, les Néerlandais ont créé un mot qui reprend toutes les consonnes concernées. Il suffit de se référer à ce mot pour ne pas se tromper. Ce mot est ’t kofschip. On y retrouve bien les 6 consonnes, dans cet ordre : t, f, k, s, ch et p. La signification du mot (le bateau de café) n’a pas d’importance. 
De nouveaux mots mnémotechniques ont été proposés pour intégrer les voyelles sourdes c, j et x qui sont apparues dans le vocabulaire néerlandais, notamment kofschiptaxietje et xtc-koffieshopje. En réalité, les sons correspondent à des sons qui sont couverts par le ‘t kofschip traditionnel (le c est homophone avec /k/, le (t)sj et le x se terminent par le son /s/) mais un moyen mnémotechnique supplémentaire peut toujours être utile.